# Dopamina beta-hidroxilasa
La dopamina β-hidroxilasa (DBH) o dopamina β-monooxigenasa es una enzima que convierte la dopamina en noradrenalina.

La  DβH 1.14.17.1 es una oxigenasa que contiene cobre es su estructura y formada por cuatro subunidades indénticas de 290 kDa, y su actividad enzimática requiere ascorbato como cofactor.

Es la única enzima implicada en la síntesis de neurotransmisores de pequeño tamaño que se encuentra unida a membranas biológicas, permitiendo que la noradrenalina se sintetice dentro de vesículas. 

Se expresa en las terminales nerviosas noradrenérgicas de los sistemas nerviosos central y periférico, como así también en las células cromafines de la médula adrenal.

## Reacción catalizada
La DBH convierte la dopamina en noradrenalina con la presencia de ascorbato. 
 + Ascorbato + O2 →  + Deshidroascorbato + H2O

DβH se inhibe por disulfiram, tropolone, y, más selectivamente por nepicastat.

## Correlato clínico
En el sistema nervioso periférico, la alteración de la liberación de norepinefrina (NE) se asocia con la enfermedad inflamatoria intestinal. La reducción en la señalización de la NE por alteración en la DβH, pueden aumentar el riesgo de desarrollar IBD ya que la inervación simpática del tracto intestinal a través de la noradrenalina modula: la motilidad, el flujo sanguíneo y la función inmune.